# Рітчі (округ, Західна Вірджинія)
Шаблон:StateAbbr_ 39°11′ пн. ш. 81°04′ зх. д. / 39.18° пн. ш. 81.07° зх. д.
Округ  Рітчі (англ. Ritchie County) — округ (графство) у штаті  Західна Вірджинія, США. Ідентифікатор округу 54085.

## Історія
Округ утворений 1843 року.

## Демографія
За даними перепису 2000 року загальне населення округу становило 10343 осіб, усе сільське. Серед мешканців округу чоловіків було 5070, а жінок — 5273. В окрузі було 4184 домогосподарства, 3001 родин, які мешкали в 5513 будинках. Середній розмір родини становив 2,91.
Віковий розподіл населення поданий у таблиці:
| Стать    | До 15 років | 15-21 | 22-29 | 30-39 | 40-49 | 50-65 | 65-85 | Понад 85 |
| -------- | ----------- | ----- | ----- | ----- | ----- | ----- | ----- | -------- |
| Чоловіки | 963         | 492   | 422   | 724   | 825   | 986   | 592   | 66       |
| Жінки    | 948         | 458   | 477   | 701   | 806   | 965   | 781   | 137      |

## Суміжні округи
- Плезантс — північ
- Тайлер — північний схід
- Доддридж — схід
- Ґілмер — південний схід
- Калгун — південь
- Вірт — захід
- Вуд — північний захід

## Виноски
1. ↑  U.S. Decennial Census. United States Census Bureau. Процитовано 11 січня 2014.
2. ↑  Historical Census Browser. University of Virginia Library. Архів оригіналу за 11 серпня 2012. Процитовано 11 січня 2014.
3. ↑  Population of Counties by Decennial Census: 1900 to 1990. United States Census Bureau. Процитовано 11 січня 2014.
4. ↑  Census 2000 PHC-T-4. Ranking Tables for Counties: 1990 and 2000 (PDF). United States Census Bureau. Процитовано 11 січня 2014.
5. ↑  State & County QuickFacts. United States Census Bureau. Архів оригіналу за 28 липня 2011. Процитовано 11 січня 2014.(англ.) Наведено за англійською вікіпедією.
6. ↑  American FactFinder. Бюро перепису населення США. Архів оригіналу за 26 лютого 2012. Процитовано 31 січня 2008.

| США | Це незавершена стаття з географії США. Ви можете допомогти проєкту, виправивши або дописавши її. |